# SUN-TVニュース
『SUN-TVニュース』（サンテレビニュース）は、サンテレビで放送されているスポットニュース番組である。サンテレビのウェブサイト（番組表）では、サンテレビニュースと表記されている。開局当初から、神戸新聞社の協賛・取材協力を受けている。

## 概要
毎回2 - 3項目のニュースを伝えるほか、午後の放送分には天気予報が組み込まれている。兵庫県内（大阪府内の一部など周辺部を含む）で起こった事件・事故やトピックスのほか、阪神・淡路大震災関連のニュースを伝えることも多い。2015年10月1日放送分から、タイトルロゴの表記を「SUN-TV NEWS」へ変更。
基本として4 - 5分間の枠で放送。2012年4月2日から2018年3月30日まで編成されていた平日の夕方枠のみ、3 - 4項目のニュースと天気予報を伝える関係で、10分間の放送枠が確保されていた。
日曜日には一切放送されないが、夕方（基本として17時台の後半）に自社制作でワイドニュース（『SUN-TV日曜夕刊』→『ニュースSUNデー』）を編成している。
平日21時台など、阪神戦終了後に放送されるものは繰り下げられるため、時には大幅な遅延が起こる。

## 放送時間

### 月曜日 - 金曜日
- 11:55 - 12:00[3][4][5]
  - サンテレビは1981年3月1日から2021年6月13日まで神戸国際交流会館内に本社を置いていたが、2021年6月14日（月曜日）付で本社屋を神戸駅前JUSTスクエア（ホテルジュラク神戸との複合ビル）へ移転。2021年5月31日（月曜日）の当枠（担当は同局アナウンサーの吉本美咲）で、自社制作の生放送番組としては初めて新社屋内のスタジオを使用した。
- 15:00 - 15:04（2021年10月4日 - ）[5]
- 21:24 - 21:27（2021年4月1日 - ）[5]
  - 2012年4月2日から平日の21:30 - 22:00に放送されていた『NEWS PORT』が、『情報スタジアム 4時!キャッチ』（平日16:00 - 16:55）の開始に伴って2018年3月30日で終了したことから、平日21時台の定時ニュース枠が6年振りに復活。日本プロ野球のシーズン中には、『サンテレビボックス席』の中継を延長した場合でも、中継の終了直後から放送枠の完全スライドで対応する。『4時!キャッチ』が放送枠を平日の午後5時（17時）台に移したうえで、『NEWS×情報　キャッチ+』として再スタートを切った2021年4月以降も、『キャッチ+』の後半に「ニュース+」（兵庫県内向けのニュースパート）を組み込んでいる関係で平日21時台に定時ニュース枠を編成。

### 土曜日
- 13:00 - 13:05[5][6]
- 17:30 - 17:35[7]
- 21:24 - 21:27[5][7]

### 過去
- 15:55 - 16:00 （1980年代前半の月曜日 - 金曜日）
- 15:25 - 15:30 （1980年代後半の月曜日 - 金曜日）
- 10:59 - 11:00、 13:59 - 14:00  (1980年代後期の一時期、平日、フジテレビ「ショットガン」の放送時期にサンテレビでも試行)
- 14:55 - 15:00 （2000年台の月曜日 - 金曜日）
- 17:45 - 17:50 （2000年4月 - 2007年3月30日の月曜日 - 金曜日）
- 21:55 - 22:00 （2007年4月2日 - 2012年3月26日の月曜日）
- 21:24 - 21:28 （2007年4月3日 - 2012年3月30日の火曜日 - 金曜日）
- 17:50 - 18:00[8][9] （2012年4月2日 - 2018年3月30日の月曜日 - 金曜日）
  - 2018年4月2日から『情報スタジアム 4時!キャッチ』に内包
- 12:55 - 13:00 （1980年代前半の月曜日 - 金曜日 CM：さんちかタウン）
- 15:00 - 15:05[5]（2018年4月2日 - 2021年3月31日の月曜日 - 金曜日）
  - 金曜日の14時台については、2016年3月まで『2時コレ!しっとぉ!?』（生放送の情報番組）を編成していた関係で、同番組内の14:48頃から4 - 5分程度放送されていた。
- 21:27 - 21:30 （2018年4月2日 - 2021年3月31日の月曜日 - 金曜日）

この他、2007年 - 2008年から2012年 - 2013年の年末年始時には夕方のニュース番組『ニュース・シグナル』の休止に伴う代替番組として本番組が夕方に5分間放送されていた（年度によって異なるが、2012年 - 2013年の年末年始には基本的に17:15 - 17:20に放送）。また、2014年5月2日にはサンテレビの開局45周年特番『サンテレビ“的”』内で本来は14時台に放送される『2時コレ!しっとぉ!?』が17:00 - 19:00に放送された関係で、本来は単独番組で放送される夕方放送分が『2時コレ!しっとぉ!?』に内包される形で18:20から5分間放送された（なお、天気予報はそれとは別枠でニュースに引き続いて放送）。なおこれに伴い、15時前のニュースは単独番組として放送している月曜日 - 木曜日と同じ時間で単独番組として放送された。
また、1990年代前半ごろまで、11:54から3分間程度、南西部の播州地域（明石・姫路・赤穂など）の話題を提供する「播州トピックス」が放送されていた。
なお、スポットニュース枠は長年地元企業を中心に1社提供を行っていた時間帯があった。
- 昼:神明
- 15時台:姫路駅デパート→姫路駅Festa
- 夕方:神戸製鋼所
- 夕方の天気予報:山陽電気鉄道・山陽百貨店
- 夜:神戸電鉄グループ（神戸電鉄、神鉄観光、神鉄一番街）→尼崎信用金庫
- 夜の天気予報:大丸神戸店
- 播州トピックス:成田珈琲→グローリー工業
- 日曜夕刊→ニュースSunデー:JAグループ兵庫（県下各農協、JAバンク兵庫、JA兵庫共済連）

## 担当キャスターなど
サンテレビのアナウンサーと契約アナウンサーがシフト勤務で出演。
『NEWS PORT』を放送していた時期には、平日の夕方枠までに当番組で扱ったニュースを、『NEWS PORT』でも随時放送。平日の夕方枠には、『NEWS SIGNAL』に続いて前田勝久（気象予報士）が天気予報を担当した。ちなみに前田は、平日夕方枠の廃止を機に、『情報スタジアム 4時!キャッチ』→『NEWS×情報　キャッチ+』の気象キャスターへ異動している。

## 配信媒体
サンテレビのニュースは以下の媒体において配信を行っている（2019年時点）。
- YouTube（サンテレビ公式チャンネル）
- Yahoo!ニュース（Yahoo! JAPAN）
- LINE NEWS（LINE、閲覧には友だち登録が必要）
- スマートニュース
- nor.（ノアドット、ヤフーと共同通信社との合弁事業）